# Batalla de Morlaix
La batalla de Morlaix se libró a las afueras de la villa de Morlaix, en la Bretaña francesa, el 30 de septiembre de 1342 entre franceses e ingleses. En ella tuvo lugar la retirada táctica, utilizada por primera vez por los ingleses. Únicamente tres cronistas, los tres ingleses, relatan esta batalla, quizás por el poco interés que suscitó y porque estaba en juego una región que ya no interesaba.

## Antecedentes
Juan III, duque de Bretaña había muerto sin un heredero. El debate por la sucesión derivó en una guerra civil en Bretaña que duró casi 25 años. En un primer momento se postularon como aspirantes al título el hermanastro de Juan, Juan de Montfort y su sobrina Juana de Penthièvre, esposa de Carlos de Blois. Juan contaba con el beneplácito de la aristocracia y el clero bretones mientras Juan era considerado como un extranjero indeseable cuyo centro de poder estaba en la Île de France. Así las cosas, los ingleses apostaron por Juan de Montfort. Sin embargo, Carlos de Blois, sobrino del rey Felipe VI de Francia, traicionó a su esposa y se puso del lado de los franceses que no querían a ninguno de los aspirantes ya que ambicionaban el ducado para ellos.
Eduardo III, rey de Inglaterra, poco pudo hacer para ayudar a su protegido ya que tenía sus propios problemas en su reino. No obstante, mandó un pequeño regimiento para apoyar a Juan a las órdenes de Walter Mauny. A raíz de que las fuerzas inglesas consiguieran varias victorias en Bretaña, Eduardo III, cada vez más convencido en la causa, envió un batallón más numeroso de caballeros y arqueros comandados por William de Bohun, conde de Northampton. Sin embargo, esta ayuda tardó demasiado tiempo y para cuando llegó a Bretaña, Juan ya era preso de los franceses y Juana lideraba su ejército contra los franceses.
El conde de Northampton desembarcó el 18 de agosto de 1342 y de inmediato se puso al frente del ejército inglés en Bretaña. Dirigió a los soldados a la ciudad de Brest donde la condesa Juana y sus menguadas tropas estaban siendo asediadas por el ejército francés bajo el mando de Carlos de Blois y el apoyo marítimo de una flota genovesa. Cuando Northampton apareció en el campo de batalla, los franceses decidieron detener su ataque y se retiraron al interior.

## La batalla de Morlaix

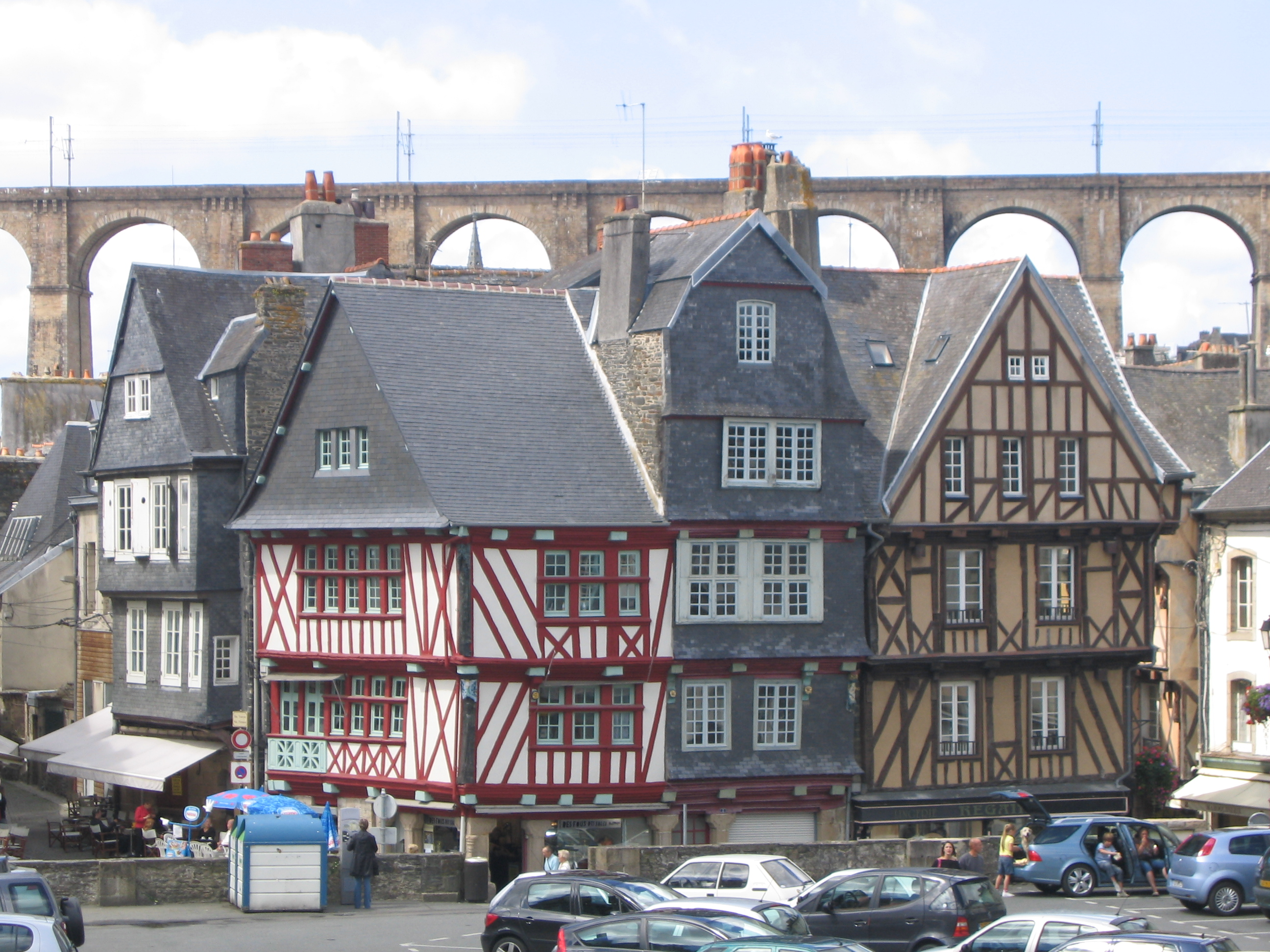
Casas medievales en Morlaix

Una vez que los franceses se retiraron, el conde de Northampton se internó en la Bretaña hasta llegar a la villa de Morlaix, uno de los bastiones más importantes de Carlos de Blois en la región. El ataque inicial a la ciudad fue un completo desastre ya que fue repelido; sin embargo, ofuscado en su empeño, William cercó la ciudad y comenzó a asediarla.
Carlos de Blois, por su parte, una vez se hubo retirado de Brest, fue reclutando hombres por las aldeas hasta conseguir un ejército de cerca de 15.000 unidades. Con este ejército, Carlos quería llegar a Morlaix y plantar batalla a William. Sin embargo, estas informaciones llegaron a oídos de los ingleses y William dedujo que no quería acorralarse entre el ejército de Carlos y las tropas fieles que aún resistían en Morlaix, así que levantó el cerco y fue, con una clara desventaja numérica, al encuentro de los franceses.
Las crónicas hablan de un ejército francés de, al menos, tres divisiones, una de ellas formada únicamente por caballeros liderados por Geoffroi de Charny y que sumaban 3.000. A eso hay que añadirle unos 1.500 infanteros genoveses y una tercera división indeterminada de infantería bretona formada por levas de la región. Los números del ejército inglés son inciertos. Cuando William desembarcó tenía a su mando un ejército de 1.500 soldados entre caballería e infantería. Pocas fuerzas más se agregaron, destacando la ayuda de Roberto de Artois y sus 800 soldados y una cifra indeterminada de milicia bretona. A esta desigual lucha había que añadírsele el número de soldados franceses que desde Morlaix salían al encuentro de los ingleses.
- Datos: Q1887009